# České centrum ve Varšavě
České centrum ve Varšavě je kulturní organizace, která pomáhá rozvíjet česko-polské vztahy v Polsku.

## Historie
České centrum ve Varšavě vzniklo v roce 1949 v návaznosti na podpis smlouvy o mezinárodní spolupráci z roku 1947. V minulosti se instituce jmenovala také Československé kulturní středisko, Československé informační středisko, v 70. letech pak Československé kulturní a informační středisko (Czechosłowacki Ośrodek Kultury i Informacji). V 60. až 80. letech se centrum stalo enklávou česko-polské solidarity, což dokládá svědectví polského novináře Eugeniusze Smolara. V 70. letech centrum vydávalo vlastní zpravodaj.[zdroj?]

## Současnost
Od 90. let se věnuje rozvoji spolupráce v celém Polsku a realizaci konkrétních kulturních a společenských akcí, jako jsou výstavy, koncerty, přednášky nebo besedy s českými autory, politiky a osobnostmi veřejného života. V roce 2004 se České centrum přestěhovalo do budovy Velvyslanectví České republiky ve Varšavě (al. Róź 16). Od roku 2023 je ředitelem Českého centra ve Varšavě Petr Vlček.[zdroj?]